# Nieul-sur-Mer
Nieul-sur-Mer település Franciaországban, Charente-Maritime megyében. Lakosainak száma 5805 fő (2022. január 1.). Nieul-sur-Mer L’Houmeau, Lagord, Marsilly, Puilboreau és Saint-Xandre községekkel határos.

## Népesség
A település népességének változása:
| Lakosok száma | 1763 | 4057 | 4957 | 5608 | 5746 | 5774 | 5759 | 5859 | 5811 | 5805 |
|               | 1968 | 1982 | 1990 | 2006 | 2013 | 2015 | 2017 | 2019 | 2020 | 2022 |